# Irena Lednická
Irena Lednická, coniugata Nejedlá (Valtice, 17 gennaio 1966), è un'ex cestista cecoslovacca.

## Carriera
Con la Cecoslovacchia ha disputato i Campionati mondiali del 1986 e due edizioni dei Campionati europei (1985, 1987).